# باتريسيا سان جون
باتريسيا سان جون (بالإنجليزية: Patricia St. John)‏ كاتبة إنجليزية ولدت في ساوثهامبتون بإنجلترا، من أشهر رواياتها كنوز الثلج التي تدور قصتها عن الفتاة ابنة الـ12 عاما والتي تعيش مع عائلتها في قرية صغيرة في جبال الألب، وهي قصة مستوحاة من حياة الكاتبة ذاتها.

## روابط خارجية
- باتريسيا سان جون على موقع IMDb (الإنجليزية)